# 185 км (зупинний пункт)
185 км — зупинний пункт Полтавської дирекції Південної залізниці. Знаходиться у селі Новооріхівка між станціями Хорол та Ромодан.

## Історія
Зупинний пункт спорудили 1887 року під час прокладання шляху Кременчук — Ромодан довжиною в 200 верст.

## Пасажирське сполучення
Тут зупиняються приміські дизельні-поїзди на Ромодан, Кременчук, Хорол, Семенівку, Глобине та Погреби.